# How High
How High är en amerikansk långfilm från 2001 i regi av Jesse Dylan, med Method Man, Redman, Obba Babatundé och Mike Epps i rollerna.

## Handling
Filmen handlar om två marijuanarökande killar. Det hela börjar med att Silas kompis Ivory ska träffa en tjej han träffat på nätet. Hon kommer till honom men går genast när hon ser att han har något mellan ögonen som Ivory själv kallar "the mark of Buddha" samt att han har hårförlängning i form av dreadlocks. Han hade hyrt några Kevin Costner-filmer, eftersom tjejen gillade dem. Han hade innan dess köpt lite marijuana av Silas för att göra filmerna "intressanta". Han ser filmerna i sin ensamhet samtidigt som han röker på. Han somnar tyvärr med jointen i munnen. Jointen ramlar ner på hans nya dreadlocks och han börjar brinna och kastar sig ut genom fönstret. När han kremerats tar Silas askan och lägger i en kruka och odlar marijuana i den.
Både Jamal och Silas åker för att göra högskoleprovet. Vid det tillfället känner de inte varandra utan gör det först när de ska röka på innan de gör provet, eftersom de vill lugna nerverna. Jamal lägger upp ett rullpapper med marijuana i på instrumentbrädan, fiser så han måste sätta på luftkonditioneringen och givetvis åker marijuanan runt i hela bilen. Silas däremot har gott om marijuana men han har ingen cigarr att röka i. De ser varandra och Silas säger "Got blunt?" Jamal säger "Got weed?" och Jamal hoppar över i Silas bil för att dela en blunt eftersom Jamal har en cigarr och Silas har marijuana. De röker och Silas och Jamal upptäcker att de ser Ivory när de röker på. Ivory förklarar att han är ett spöke och man kan bara se honom om man röker honom som de gjort, eftersom Silas odlade marijuana i hans aska. De använder honom för att få alla rätt på högskoleprovet.
De får högsta poäng och sedan de blivit intervjuade av bland annat en officer och en präst lät Harvard mest lockande.
Det första de gör när de kommer dit är att de kör på en staty och träffar då Bart. Bart som är en överklassknös vet inte hur man behandlar kvinnor, men han har en flickvän. Hon är dock bara det för att Barts familj har pengar. Silas blir förälskad.
Under tiden de är där kommer de i trubbel med rektorn, som gör allt för att få ut dem ur skolan. I slutet av filmen ser man Abshir dansa.

## Rollista
| Method Man          | – Silas P. Silas      |
| Redman              | – Jamal King          |
| Obba Babatundé      | – Dean Carl Cain      |
| Mike Epps           | – Baby Powder         |
| Anna Maria Horsford | – Mamma King          |
| Fred Willard        | – Philip Huntley      |
| Jeffrey Jones       | – Vice President      |
| Hector Elizondo     | – Bill the Crew Coach |
| Lark Voorhies       | – Lauren              |
| Al Shearer          | – I Need Money        |
| Chuck Deezy         | – Ivory - Ghost       |
| Essence Atkins      | – Jamie               |